# Vincenzo Lavigna
Vincenzo Lavigna (* 21. Februar 1776 in Altamura, Provinz Bari; † 14. September 1836 in Mailand) war langjähriger Konzertmeister und Cembalist an der Mailänder Scala. Zu seinen Schülern gehörte unter anderem auch Giuseppe Verdi.
Im Alter von zwölf Jahren begann Lavigna am Konservatorium in Neapel Unterricht zu nehmen, wo er neun Jahre später Schüler von Giovanni Paisiello wurde. 1802 folgte Lavigna Paisiello nach Paris. Von 1823 bis 1832 unterrichtete er am Konservatorium in Mailand, bis er dem jungen Verdi Privatunterricht gab, weil dieser wegen mangelnder Begabung vom Konservatorium abgewiesen wurde.

## Werke
- 1802 Il Medico per forza (Oper) nach Le Médecin malgré lui (Der Arzt wider Willen) von Molière